# Ana Poček
Ana Poček, z domu Turčinović (ur. 20 października 1993 w Nikšiciu) – czarnogórska koszykarka grająca na pozycji środkowej, reprezentantka kraju.
12 lipca 2019 dołączyła do Ślęzy Wrocław. 20 grudnia opuściła klub.

## Osiągnięcia
Stan na 30 grudnia 2019, na podstawie, o ile nie zaznaczono inaczej.
Drużynowe
- Mistrzyni:
  - Ligi Adriatyckiej (2019)[5]
  - Cypru (2016)[6]
- Wicemistrzyni:
  - Słowenii (2010, 2011[7])
  - Bułgarii (2019)
- Brąz Ligi Adriatyckiej (2010, 2011)[8]
- Zdobywczyni pucharu:
  - Słowenii (2010)
  - Cypru (2016)[6]
- Finalistka:
  - pucharu:
    - Słowenii (2011)[7]
    - Bułgarii (2019)

  - superpucharu Bułgarii (2019)

Indywidualne
(* – nagrody przyznane przez portale eurobasket.com, latinbasket.com)
- MVP Ligi Adriatyckiej (2011, 2019)[8][5]
- Najlepsza*:
  - zawodniczka zagraniczna ligi słoweńskiej (2011)[7]
  - środkowa ligi:
    - adriatyckiej (2011, 2019)[8][5]
    - słoweńskiej (2011)[7]
    - cypryjskiej (2016)[6]
- Zaliczona do*:
  - I składu:
    - ligi:
      - adriatyckiej (2011, 2019)[8][5]
      - cypryjskiej (2016)[6]
      - słoweńskiej (2011)[7]

    - defensywnego ligi słoweńskiej (2011)[7]
    - zawodniczek:
      - zagranicznych ligi słoweńskiej (2011)[7]
      - europejskich Ligi Adriatyckiej (2011)[8]
- Uczestniczka meczu gwiazd ligi słoweńskiej (2011)[7]
- Liderka:
  - strzelczyń Ligi Adriatyckiej (2019)
  - Ligi Adriatyckiej w zbiórkach (2011, 2019)

Reprezentacja
- Uczestniczka mistrzostw Europy:
  - 2011 – 6. miejsce, 2013 – 10. miejsce
  - U–16 dywizji B (2007, 2008 – 12. miejsce, 2009 – 9. miejsce)